# Adelina Zagidullina
Adelina Rustemovna Zagidullina (russo:  Аделина Рустемовна Загидуллина; IPA: [ɐdʲɪˈlʲinə zəɡʲɪˈdulʲɪnə]; Ufá, 13 de janeiro de 1993) é uma esgrimista russa, campeã olímpica.

## Carreira
Zagidullina conquistou a medalha de ouro nos Jogos Olímpicos de Verão de 2020 em Tóquio como representante do Comitê Olímpico Russo ao lado de Inna Deriglazova, Larisa Korobeynikova e Marta Martyanova, após derrotar as francesas Anita Blaze, Astrid Guyart, Pauline Ranvier e Ysaora Thibus na disputa de florete por equipes.